# Cortia lhasana
Cortia lhasana là một loài thực vật có hoa trong họ Hoa tán. Loài này được (H.T.Chang & R.H.Shan) Pimenov & Kljuykov mô tả khoa học đầu tiên năm 2005.